# Lyriothemis bivittata
Lyriothemis bivittata – gatunek ważki z rodziny ważkowatych (Libellulidae).